# Snook (Teksas)
Snook je grad u američkoj saveznoj državi Teksas. Prema popisu stanovništva iz 2010. u njemu je živjelo 511 stanovnika.